# Canoagem nos Jogos Pan-Americanos de 2015
As competições de canoagem nos Jogos Pan-Americanos de 2015 foram realizadas no Centro Pan-Americano Welland de Canoagem, em Welland, para as disputas de velocidade e na Minden Wild Water Preserve, em Minden, para a modalidade slalom. Foram disputados 18 eventos: treze da modalidade velocidade, sendo oito masculinas e cinco femininas entre 11 e 14 de julho, e cinco provas no slalom, três para homens e duas para mulheres, nos dias 18 e 19 de julho
Com aparição recorrente nos Jogos Olímpicos, a canoagem slalom foi adicionada pela primeira vez ao programa dos Jogos Pan-Americanos em decisão da assembleia geral da Organização Desportiva Pan-Americana (ODEPA) em 2013. Também pela primeira vez foi incluído uma prova de canoa para mulheres na canoagem de velocidade.

## Calendário
| Julho    | 7 | 8 | 9 | 10 | 11 | 12 | 13 | 14 | 15 | 16 | 17 | 18 | 19 | 20 | 21 | 22 | 23 | 24 | 25 | 26 |
| -------- | - | - | - | -- | -- | -- | -- | -- | -- | -- | -- | -- | -- | -- | -- | -- | -- | -- | -- | -- |
| Canoagem |   |   |   |    | 1  | 1  | 5  | 6  |    |    |    |    | 5  |    |    |    |    |    |    |    |

|  | Dia de competição |  | Dia de final |

## Medalhistas

### Slalom
Masculino
| Evento       | Ouro                                           | Prata                                       | Bronze                                    |
| ------------ | ---------------------------------------------- | ------------------------------------------- | ----------------------------------------- |
| C-1 detalhes | Casey Eichfeld USA Estados Unidos              | Cameron Smedley CAN Canadá                  | Felipe da Silva BRA Brasil                |
| C-2 detalhes | Devin McEwan Casey Eichfeld USA Estados Unidos | Anderson Oliveira Charles Corrêa BRA Brasil | Sebastián Rossi Lucas Rossi ARG Argentina |
| K-1 detalhes | Michal Smolen USA Estados Unidos               | Pepe Gonçalves BRA Brasil                   | Ben Hayward CAN Canadá                    |

Feminino
| Evento       | Ouro                            | Prata                             | Bronze                        |
| ------------ | ------------------------------- | --------------------------------- | ----------------------------- |
| C-1 detalhes | Ana Sátila BRA Brasil           | Colleen Hickey USA Estados Unidos | Haley Daniels CAN Canadá      |
| K-1 detalhes | Jazmyne Denhollander CAN Canadá | Ana Sátila BRA Brasil             | Ashley Nee USA Estados Unidos |

### Velocidade
Masculino
| Evento                   | Ouro                                                           | Prata                                                                 | Bronze                                                                             |
| ------------------------ | -------------------------------------------------------------- | --------------------------------------------------------------------- | ---------------------------------------------------------------------------------- |
| C-1 200 metros detalhes  | Isaquias Queiroz BRA Brasil                                    | Jason McCoombs CAN Canadá                                             | Arnold Rodríguez CUB Cuba                                                          |
| C-1 1000 metros detalhes | Isaquias Queiroz BRA Brasil                                    | Mark Oldershaw CAN Canadá                                             | José Cristóbal MEX México                                                          |
| C-2 1000 metros detalhes | Benjamin Russell Gabriel Beauchesne-Sévigny CAN Canadá         | Erlon Silva Isaquias Queiroz BRA Brasil                               | Serguey Torres José Bulnes CUB Cuba                                                |
| K-1 200 metros detalhes  | Mark de Jonge CAN Canadá                                       | Edson da Silva BRA Brasil                                             | César de Cesare ECU Equador                                                        |
| K-1 1000 metros detalhes | Jorge García CUB Cuba                                          | Daniel Dal Bo ARG Argentina                                           | Adam van Koeverden CAN Canadá                                                      |
| K-2 200 metros detalhes  | Ezequiel Di Giacomo Rubén Voisard ARG Argentina                | Fidel Vargas Reinier Torres CUB Cuba                                  | Hans Mallmann Edson da Silva BRA Brasil Mark de Jonge Pierre-Luc Poulin CAN Canadá |
| K-2 1000 metros detalhes | Jorge García Reinier Torres CUB Cuba                           | Pablo de Torres Gonzalo Carreras ARG Argentina                        | Celso Oliveira Vagner Souta BRA Brasil                                             |
| K-4 1000 metros detalhes | Jorge García Renier Mora Reinier Torres Alex Menéndez CUB Cuba | Roberto Maehler Vagner Souta Celso Oliveira Gilvan Ribeiro BRA Brasil | Daniel Dal Bo Juan Ignacio Cáceres Pablo de Torres Gonzalo Carreras ARG Argentina  |

Feminino
| Evento                  | Ouro                                                                      | Prata                                                                    | Bronze                                                                                 |
| ----------------------- | ------------------------------------------------------------------------- | ------------------------------------------------------------------------ | -------------------------------------------------------------------------------------- |
| C-1 200 metros detalhes | Laurence Vincent-Lapointe CAN Canadá                                      | Anggie Avegno ECU Equador                                                | Valdenice do Nascimento BRA Brasil                                                     |
| K-1 200 metros detalhes | Yusmari Mengana CUB Cuba                                                  | Michelle Russell CAN Canadá                                              | Sabrina Ameghino ARG Argentina                                                         |
| K-1 500 metros detalhes | Yusmari Mengana CUB Cuba                                                  | Michelle Russell CAN Canadá                                              | Ana Paula Vergutz BRA Brasil                                                           |
| K-2 500 metros detalhes | Yusmari Mengana Yurieni Guerra CUB Cuba                                   | Sabrina Ameghino Alexandra Keresztesi ARG Argentina                      | Karina Alanis Maricela Montemayor MEX México                                           |
| K-4 500 metros detalhes | Émilie Fournel Kathleen Fraser Michelle Russell Hannah Vaughan CAN Canadá | Daniela Martin Yurieni Guerra Lisandra Torres Jessica Hernández CUB Cuba | María Magdalena Garro Sabrina Ameghino Alexandra Keresztesi Brenda Rojas ARG Argentina |

## Quadro de medalhas
| Ordem | País               | Medalha de ouro | Medalha de prata | Medalha de bronze |    |
| ----- | ------------------ | --------------- | ---------------- | ----------------- | -- |
| 1     | CUB Cuba           | 6               | 2                | 2                 | 10 |
| 2     | CAN Canadá         | 5               | 5                | 4                 | 14 |
| 3     | BRA Brasil         | 3               | 6                | 5                 | 14 |
| 4     | USA Estados Unidos | 3               | 1                | 1                 | 5  |
| 5     | ARG Argentina      | 1               | 3                | 4                 | 8  |
| 6     | ECU Equador        |                 | 1                | 1                 | 2  |
| 7     | MEX México         |                 |                  | 2                 | 2  |
| TOTAL | TOTAL              | 18              | 18               | 19                | 55 |